# Serjania oxyphylla
Serjania oxyphylla är en kinesträdsväxtart som beskrevs av Carl Sigismund Kunth. Serjania oxyphylla ingår i släktet Serjania och familjen kinesträdsväxter. Inga underarter finns listade i Catalogue of Life.